# Le Crétinier
Le Crétinier is een wijk in de Franse gemeente Wattrelos in het Noorderdepartement. De wijk ligt in het noorden van de gemeente, bij de Belgische grens. In het oosten ligt Les Ballons, een wijk van het Belgische Herzeeuw.

## Geschiedenis
In 1897 werd hier een kerk opgetrokken, de Église Saint-Vincent-de-Paul, naar de plannen van architect Paul Destombes. In 1992 werd de kerk afgebroken om in 1993-1994 plaats te maken voor een kleine, moderne kerk.

## Bezienswaardigheden
- de moderne Église Saint-Vincent-de-Paul
- de gemeentelijke begraafplaats van Le Crétinier, waar ook meer dan 40 Britse gesneuvelden uit beide wereldoorlogen rusten.

La Baillerie · Bas Chemin · Beaulieu · La Boutillerie · Le Crétinier · Gauquier · Martinoire · La Mousserie · Plouys · Saint-Liévin · Sapin Vert · Le Sartel

Lijst van Franse gemeenten · Arrondissement Rijsel · Noorderdepartement · Hauts-de-France